# 背孜乡
背孜乡，是中华人民共和国河南省平顶山市鲁山县下辖的一个乡镇级行政单位。

## 行政区划
背孜乡下辖以下地区：
背孜村、石板河村、盐店村、井河口村、长河村、柳树岭村、上孤山村、郜沟村、葛花园村、东山村、土门村、老林村、武家庄村、庙庄村、候家庄村、焦山村、叶坪村、虎盘河村和构树庄村。